# نهر إديستو
نهر إديستو هو أحد أطول أنهار المياه السوداء التي تتدفق بحرية في أمريكا الشمالية، يتدفق أكثر من 250، متعرجًا من منابعه في مقاطعتي سالودا وإدجفيلد إلى مصب المحيط الأطلسي في شاطئ إديستو بولاية ساوث كارولينا. يرتفع على رافدين رئيسيين (نورث فورك وساوث فورك) من الينابيع الواقعة تحت منطقة ساندهيلز في غرب وسط كارولينا الجنوبية إلى الجنوب مباشرة من خط بيدمونت فال. إنه أطول وأكبر نظام نهري تم احتوائه بالكامل بواسطة حدود ولاية كارولينا الجنوبية. يأتي اسمها من قبيلة إديستو الفرعية لهنود كوسابو.
بالقرب من الساحل كان جزء من النهر يُعرف باسم نهر بونبون. يربط نهر داوهو نهر إديستو بنهر إديستو الشمالي وأيضًا التقاء نهري وادمالو وتوكودو حيث يلتقيان بالمحيط الأطلسي. بين الساحل ونهر داوو يُعرف النهر باسم نهر إديستو الجنوبي.